# Etnofaulismus
Etnofaulismus je termín označující dehonestující neoficiální pojmenování konkrétní etnické skupiny a jejích příslušníků. Může mít legrační, vulgární i zesměšňující charakter. Tento termín byl vytvořen v roce 1944 rusko-židovským filosofem Abrahamem Aronem Robackem.

## Příklady

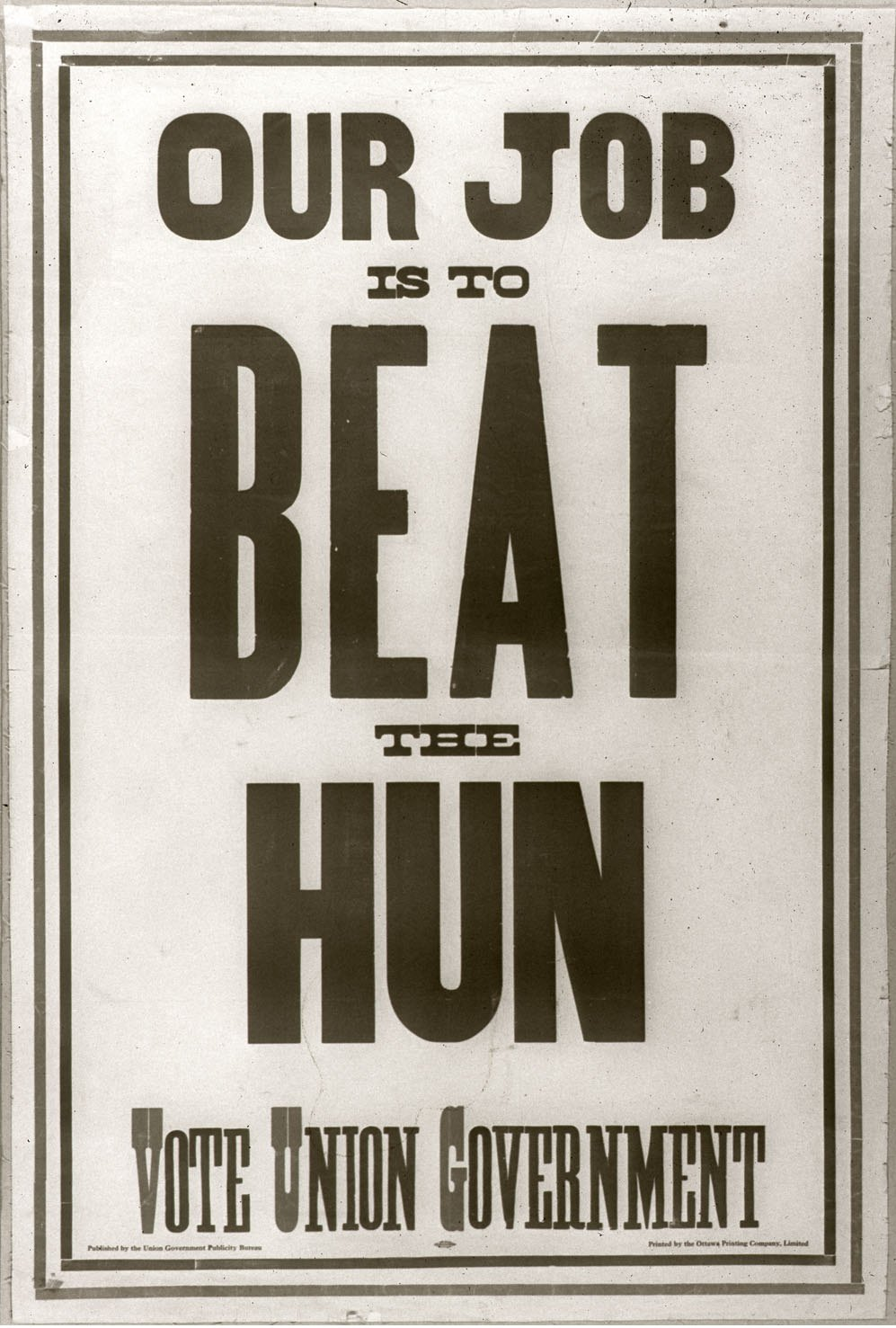
Volební plakát kanadské Unionistické strany (1917)

Příkladem etnofaulismu v češtině je např. pojmenování skopčák, fricek nebo Němčour pro Němce, pojmenování Rákosník, Rákos, Žluťák nebo větev pro Vietnamce, Amík pro Američany, Rusák nebo Moskal pro Rusy, Chochol, Ukroš, Úkáčko pro Ukrajince, pšonek pro Poláky, makarón pro Italy, žabožrout nebo Frantík pro Francouze, arabeska, arabáč nebo bomba pro Araby, ungároš pro Maďary, dačmen pro Nizozemce, čobol pro Slováky, pepík nebo cajzl Moravany pro Čechy, jogurt pro příslušníky zemí bývalé Jugoslávie.
Příkladem etnofaulismu z jiných jazyků může být německé „Böhme“, původně označení obyvatele historických zemí Koruny české, které však nabylo pejorativního významu a německý slovník z roku 1839 jej označuje za urážku. V 19. století v Rakousku byli příslušníci nižších sociálních vrstev, kteří mluvili německy špatně nebo s přízvukem, posměšně označováni jako Böhmaken. Vídeňským pracovníkům cihelen, pocházejícím z Čech a Moravy, se říkalo Ziegelböhm.